# Il Pordenone

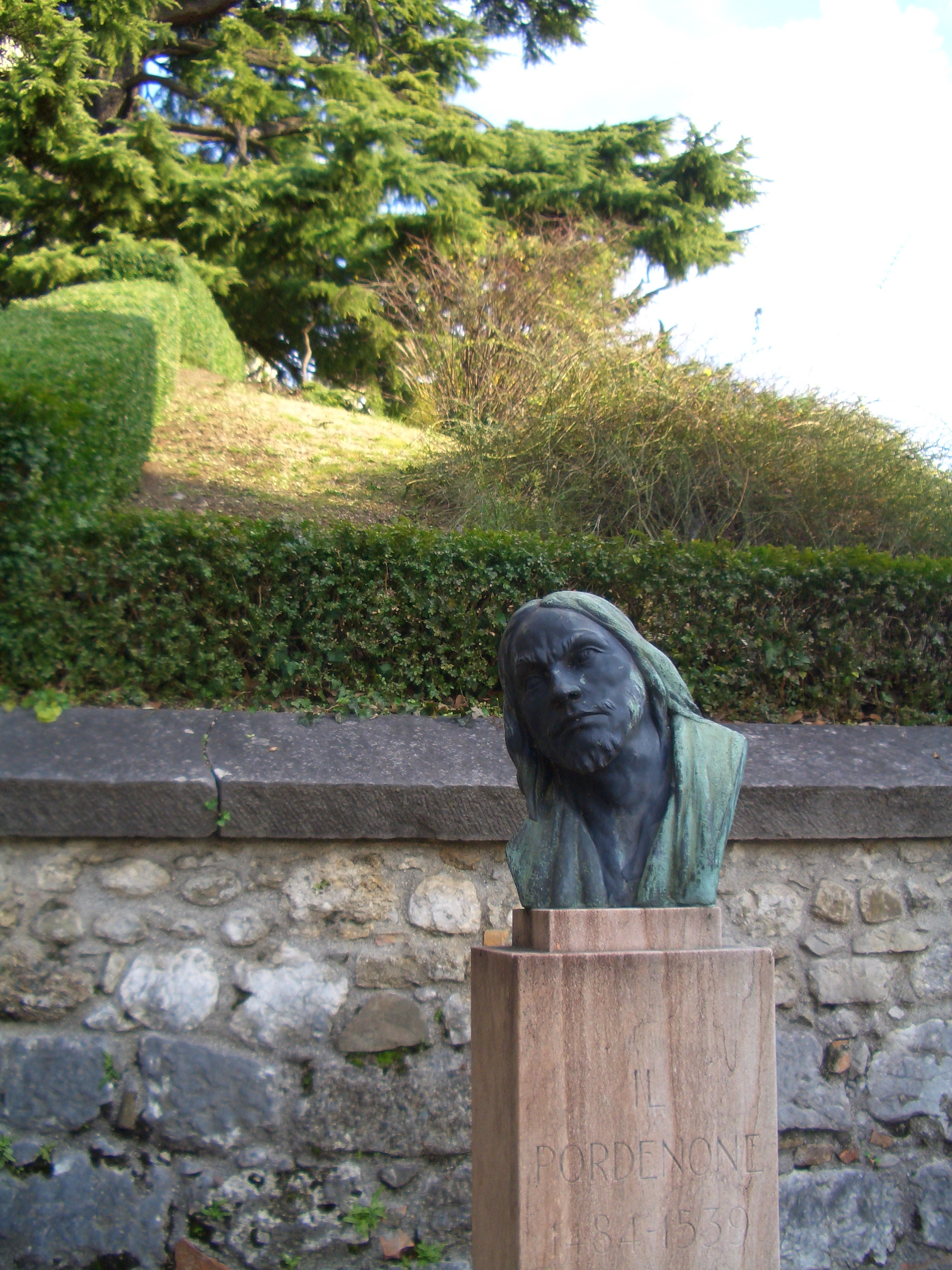
Il Pordenone

Giovanni Antonio de' Sacchis (1484 – 1539), bekend als Il Pordenone, was een Venetiaanse schilder. Vasari beschrijft zijn leven onder de foutieve naam Giovanni Antonio Licinio.
Il Pordenone studeerde in Venetië en rond 1515 waarschijnlijk ook in Rome. Hij werd sterk beïnvloed door Rafaël en Michelangelo. Dit is sterk te zien in zijn werken in de kerken van Treviso, Cortemaggiore, Piacenza en Terlizzi. Hij staat bekend als sterke en goede verfraaier van paleizen. Vooral in Venetië was er vraag naar zijn diensten. Echter is het grootste deel van zijn Venetiaanse fresco's niet bewaard gebleven. Schilderen van zijn hand kan men vinden in diverse musea over heel de wereld. Er hangen schilderijen in Wenen, in de National Gallery, Londen, in de Brera, Milaan en in het museum van Philadelphia.
- Biblioteca Nacional de España: XX1074809
- Bibliothèque nationale de France: cb12570304z (data)
- Catàleg d'autoritats de noms i títols de Catalunya: 981058518755006706
- CiNii: DA02192387
- Gemeinsame Normdatei: 118836684
- International Standard Name Identifier: 0000 0001 0340 7680
- KulturNav: 70050a15-5d16-4e72-bcdc-39da27fb08d8
- Library of Congress Control Number: n80094320
- National Gallery of Victoria: 5259
- Nationale Bibliotheek van Israël: 987007455236805171
- Nederlandse Thesaurus van Auteursnamen: 070562776
- Réseau des bibliothèques de Suisse occidentale: 02-A000132284
- RKD-Nederlands Instituut voor Kunstgeschiedenis: 64331
- Système universitaire de documentation: 035014385
- Museum of New Zealand Te Papa Tongarewa: 33587
- Union List of Artist Names: 500008696
- Virtual International Authority File: 79122046
- WorldCat: E39PBJqqrYGjXPMtHyHfghqqQq